# カステルパガーノ
カステルパガーノ（イタリア語: Castelpagano）は、イタリア共和国カンパニア州ベネヴェント県にある、人口約1,500人の基礎自治体（コムーネ）。

## 地理

### 位置・広がり
ベネヴェント県のコムーネ。県都ベネヴェントから北へ30kmの距離にある。

#### 隣接コムーネ
隣接するコムーネは以下の通り。括弧内のCBはカンポバッソ県（モリーゼ州）所属を示す
- チェルチェマッジョーレ (CB)
- チルチェッロ
- コッレ・サンニータ
- リッチャ (CB)
- サンタ・クローチェ・デル・サンニオ

## 行政

### 分離集落
カステルパガーノには、以下の分離集落（フラツィオーネ）がある。
- Monticelli, Nardillo al Bosco, Paoloni, Ripa Piana, Riporta, Scarcioni, Tufarelli